# První Barrosova komise

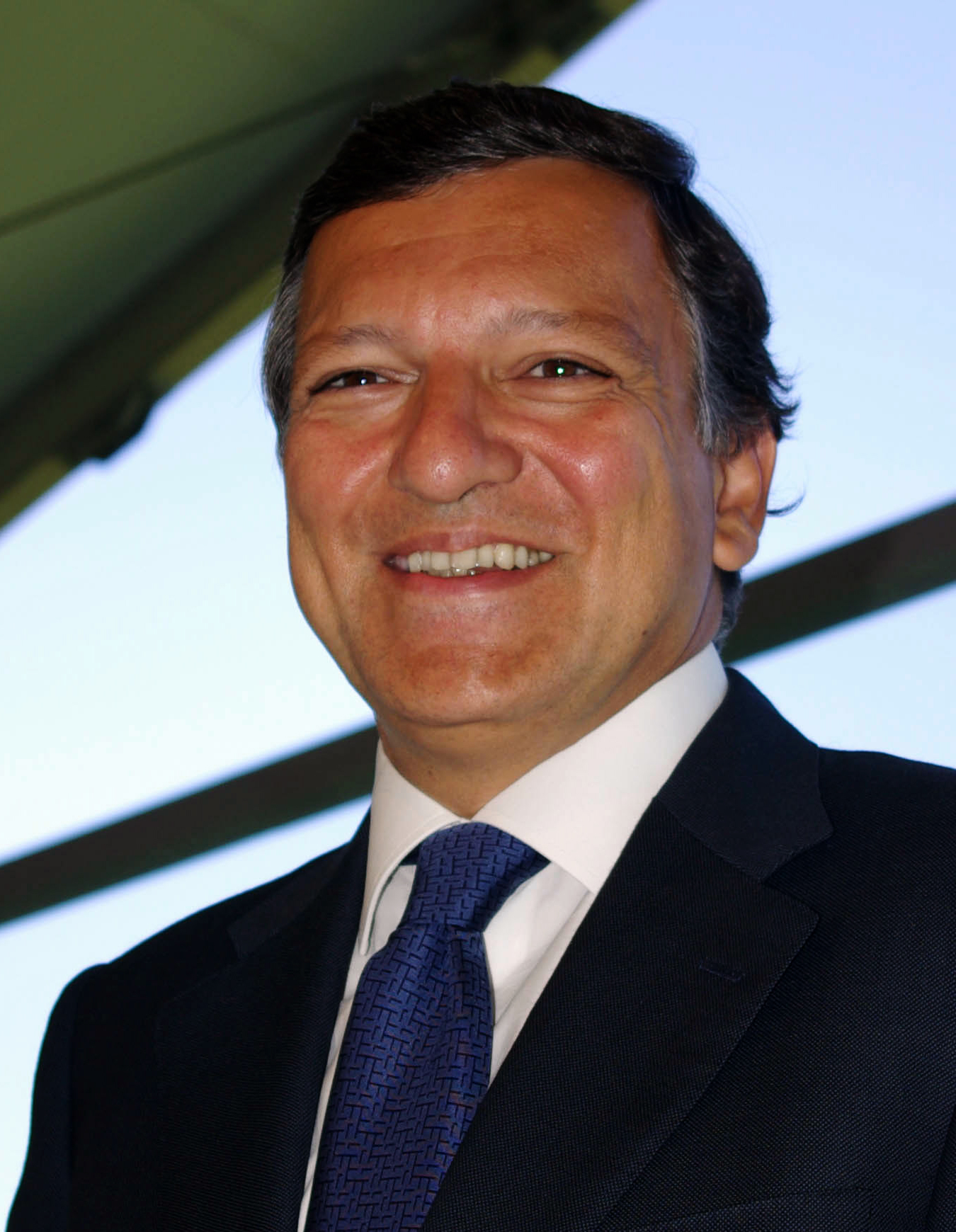
José Manuel Barroso, předseda komise

První Barrosova komise  byla Evropská komise působící mezi 22. listopadem 2004 a 9. únorem 2010. Navázala na Prodiho komisi a vystřídala ji druhá komise Manuela Barrosa. 

## Předseda a místopředsedové
- José Manuel Barroso (Portugalsko), předseda komise
- Siim Kallas (Estonsko), místopředseda, správa, audity a boj s korupcí
- Günter Verheugen (Německo), místopředseda, podniky a průmysl
- Franco Frattini (Itálie), místopředseda, soudnictví, svoboda a bezpečnost – do 8. května 2008, nahradil ho:
- Jacques Barrot (Francie), místopředseda, soudnictví, svoboda a bezpečnost (předtím doprava)
- Antonio Tajani (Itálie) - místopředseda, doprava
- Margot Wallströmová (Švédsko), místopředsedkyně, instituce a komunikační strategie

## Ostatní komisaři
- Joaquín Almunia (Španělsko), hospodářství a měna
- László Kovács (Maďarsko), daňová a celní unie
- Danuta Hübnerová (Polsko), regionální politika
- Charlie McCreevy (Irsko), vnitřní trh a sektor služby
- Joe Borg (Malta), rybolov a námořní záležitosti
- Janez Potočnik (Slovinsko), věda a výzkum
- Markos Kyprianu (Kypr), ochrana zdraví – do 3. března 2008, nahradila ho:
- Androulla Vassiliou (Kypr), ochrana zdraví
- Vladimír Špidla (Česko), zaměstnání, sociální otázky a rovnost
- Ján Figeľ (Slovensko), vzdělání, kultura a národní jazyky – do 1. října 2009, nahradil ho:
- Maroš Šefčovič (Slovensko), vzdělání, kultura a národní jazyky
- Mariann Fischer Boelová (Dánsko), zemědělství a výživa
- Dalia Grybauskaitė (Litva), finance a rozpočet
- Andris Piebalgs (Lotyšsko), energie
- Peter Mandelson (Spojené království), obchod – do září 2008, nahradila ho:
- Catherine Ashtonová (Spojené království), obchod
- Olli Rehn (Finsko), rozšiřování
- Neelie Kroesová (Nizozemsko), veřejná soutěž
- Louis Michel (Belgie), vývoj a humanitární pomoc
- Benita Ferrerová-Waldnerová (Rakousko), vnější vztahy a evropská politika sousedství
- Viviane Redingová (Lucembursko), informační technologie a média
- Stavros Dimas (Řecko), životní prostředí
- Leonard Orban (Rumunsko), mnohojazyčnost – od 1. ledna 2007
- Meglena Kunevová (Bulharsko), ochrana spotřebitele – od 1. ledna 2007